# DSC Pieni
DSC Pieni（ディーエスシー・ピエニ）は、株式会社ケンコー・トキナーが日本国で販売する超小型でクラシック・カメラの外観を持つデジタル・スチル・カメラで、同社はトイ・カメラとしている。Pieniとはフィンランド語で小さいという意味だという。

## 概説
デジタル・スチル・カメラDSC miniを改良し、名にminiと同意のPieniを付したDSC Pieniは、製品として一応の完成を見たが、その後もPieni Mなど商品価値を維持する改良が続けられている。

### DSC mini
2012年5月28日に発売した。外寸は幅約50mm、高さ35mm、奥行き17mmで、重量は18g。レンズはf=3.2mm、F2.8で、単焦点、撮影距離は約0.3ｍから無限遠。シャッター速度は1/250秒から1秒の範囲で自動設定する。イメージセンサは、1/10型のCMOSで、総画素数は200万画素、有効画素数は131万画素。感度はISO100相当。静止画は横1280ピクセル、縦1024ピクセルで2L判への印画であれば問題はないとしている。音声付きの動画は横720ピクセル、縦480ピクセルの30fps。保存形式は、静止画がJPEG、動画がM-JPEG（AVI）で、音声はPCMとしていて、16GBまでのmicroSDカード若しくはmicroSDHDカードに保存する。Hi-Speed USBを利用して内蔵電池に充電するほか、コンピュータに接続すると外付けのディスク・ドライブとして利用できる。液晶モニタは有せず、即時に撮影結果は確認できないが、それも楽しい特徴の一つとしている。背面に磁石を装備してい、鉄などに固定できる。ブラック、ブラウン、グリーン、オレンジ、パープル及びホワイトの6色がある。

### DSC Pieni
2016年7月22日に発売した。外寸は幅約51mm、高さ36mm、奥行き18mmで、重量は18g。レンズはf=3.2mm、F2.8で、単焦点、撮影距離は約0.3ｍから無限遠。シャッター速度は1/100秒で固定。イメージセンサは、1/10型のCMOSで、総画素数は131万画素、有効画素数は131万画素。感度はISO100相当。静止画は横1280ピクセル、縦1024ピクセル、音声付きの動画は横720ピクセル、縦480ピクセルの30fps。内蔵マイクを利用して、ボイスレコーダーとしても使用できる。保存形式は、静止画がJPEG、動画がM-JPEG（AVI）、音声はMP3で、16GBまでのmicroSDカード若しくはmicroSDHDカードに保存する。Hi-Speed USBを利用して内蔵電池に充電するほか、コンピュータに接続すると外付けのディスク・ドライブとして利用できる。液晶モニタは有せず、即時に撮影結果は確認できないが、それも楽しい特徴の一つとしている。背面に磁石を装備してい、鉄などに固定できる。ブラック、コーラルピンク、レモンイエロー及びスカイブルーの4色がある。価格はオープン価格としたが、直販価格は税込みで3,510JPYだった。

### DSC Pieni Cheese
2017年12月8日に発売した。円筒形のチーズを1/8程に切り取ったような形をしている。外寸は幅約46mm、高さ30mm、奥行き24mmで、重量は16g。そのほかの仕様は、ほぼDSC Pieniと同じである。価格はオープン価格としたが、直販価格は4GBのmicroSDHCカード付きが税込みで3,575JPYだった。「加工地」が埼玉県日高市だということで、同市のふるさと納税の返礼品だったことがある。

### PIENIFLEX
2020年11月20日に発売した。二眼レフカメラのような外観を持つ。外寸は幅約46mm、高さ60mm、奥行き39mmで、重量は36g。レンズはf=3.43mm、F2.8で、単焦点、撮影距離は約0.3ｍから無限遠。シャッター速度は1/100秒から/25秒の範囲で自動設定する。イメージセンサは、1/4型のCMOSで、総画素数は95万画素、有効画素数は92万画素、補間画素数は500万画素。感度はISO100相当。静止画は横2592ピクセル、縦1936ピクセル、音声付きの動画は横1280ピクセル、縦720ピクセルの25fps。内蔵マイクを利用して、ボイスレコーダーとしても使用できる。保存形式は、静止画がJPEG、動画がM-JPEG（AVI）、音声はWAVで、32GBまでのmicroSDカード若しくはmicroSDHDカードに保存する。Hi-Speed USBを利用して内蔵電池に充電するほか、コンピュータに接続すると外付けのディスク・ドライブとして利用できる。液晶モニタは有せず、即時に撮影結果は確認できないが、それも楽しい特徴の一つとしている。価格はオープン価格としたが、直販価格は4GBのmicroSDHCカード付きが税込みで6,641JPYだった。「原産国」は中国だが、「加工地」が埼玉県日高市だということで、同市のふるさと納税の返礼品だったことがある。

### Pieni II
2022年9月16日に発売した。DSC Pieniのレンズのリングの塗色を銀色にしたほか、利用できるmicroSDHCカードが32GBまでとなり、対応するコンピュータに変更があったが、そのほかの仕様はDSC Pieniと同じである。グレー、ミント、ピーチ及びオレンジの4色がある。価格はオープン価格としたが、直販価格は8GBのmicroSDHCカード付きが税込みで4,481JPYだった。

### サンリオキャラクター トイカメラ
Pieni IIの柄違いで、ハローキティ、シナモロール及びポチャッコはPieni IIと同日の2022年9月16日に、ポムポムプリンが同年10月21日に、マイメロディ及びクロミは2023年12月15日に発売した。価格はオープン価格としたが、直販価格は8GBのmicroSDHCカード付きが税込みで6,580JPYだった。

### Pieni M
2024年2月22日から開催のCP+ 2024に出品し、2024年3月15日は発売した。外寸は幅約63mm、高さ36mm、奥行き19mmで、重量は23g。レンズはf=3.2mm、F2.8で、単焦点、撮影距離は約0.3ｍから無限遠。シャッター速度は1/100秒で固定。イメージセンサは、1/9型のCMOSで、総画素数は122万画素、有効画素数は122万画素。感度はISO100相当。静止画は横1280ピクセル、縦960ピクセル、音声付きの動画は横1280ピクセル、縦720ピクセルの30fps。ボイスレコーダー機能は搭載されていない。カラーフィルター機能が搭載され、静止画若しくは動画を撮影する際、モノクロ、オレンジ、グリーン及びブルーのフィルターを利用できる。保存形式は、静止画がJPEG、動画がM-JPEG（AVI）で、32GBまでのmicroSDカード若しくはmicroSDHDカードに保存する。0.96型1.2万画素のTFT液晶モニタを装備し、撮影結果を即時確認できる。Hi-Speed USBを利用して内蔵電池に充電するほか、コンピュータに接続すると外付けのディスク・ドライブとして利用できる。グレイッシュブルー及びブラックの2色がある。価格はオープン価格としたが、直販価格は4GBのmicroSDHCカード付きが税込みで7,920JPYだった。

## 脚註

### 註釈
1. ↑  対応するコンピュータのオペレーション・システムは、MS-Windows XP(SP2)、MS-Windows Vista(32bit)及びMS-Windows 7(32bit)としている[6]。
2. ↑  対応するコンピュータのオペレーション・システムは、MS-Windows 8、MS-Windows 8.1及びMS-Windows 10並びにmacOSの10.7.5から10.15.7としている[9]。
3. ↑  対応するコンピュータのオペレーション・システムのうち、macOSが10.14.1までとなる[13]。
4. ↑  35mmに換算すると41mm相当という[17]。
5. ↑  対応するコンピュータのオペレーション・システムは、MS-Windows 8、MS-Windows 8.1及びMS-Windows 10並びにmacOSの10.7.5から10.15.5としている[18]。
6. ↑  対応するコンピュータのオペレーション・システムのうち、macOSが12.3.1のみとなった[23]。
7. ↑  対応するコンピュータのオペレーション・システムは、MS-Windows 10及びMS-Windows 11並びにmacOS 14.1としている[32]。